# Північно-Двінський канал

Північно-Двінський канал на мапі позначено червоним

59°54′36″ пн. ш. 38°40′32″ сх. д. / 59.91° пн. ш. 38.675555555556° сх. д.
Північно-Двінський канал — канал у Вологодській області Росії, є частиною Північно-Двінської водної системи. Велика частина проходить по території національного парку «Російська Північ».
Сполучає річку Шексна, як частину Волго-Балтійського водного шляху і річку Сухона, притоку Північної Двіни. Починається від населеного пункту Топорня на Шексні (664—665 км Волго-Балтійського водного шляху) і проходить до селища Знаменське у витоках Сухони.
До 1930-х років був єдиним каналом що сполучав Волгу і Біле море.
Загальна протяжність каналу складає 127 кілометрів. Ширина каналу варіюється від 26 до 30 метрів, глибина 1,8 м  (далі Сіверського озера — 1,4-1,5 м). Радіус закруглення 200 метрів. До складу каналу входять:
- Топорнинський канал
  - Шлюз № 2
  - Шлюз № 3
  - Топоринська загороджувальна брама
- Сіверське озеро
- Кузьминський канал
- озеро Покровське (Бабине)
- річка Поздишка
- Зауломське озеро
  - Зауломська гребля
- 1-й Вазеринський канал
- озеро Пігасово
- 2-й Вазеринський канал
- озеро Кишемське
- Кишемський канал
  - Кишемська загороджувальна брама
- річка Іткла
  - Шлюз № 4
- Озеро Благовещенська
- річка Порозовиця
  - Шлюз № 5
  - Шлюз № 6
- Кубенське озеро
  - Гребля «Знаменита»
  - Шлюз № 7

Канал обслуговується шістьма шлюзами і вісьмома греблями. Перепади в камерах варіюються від 1 до 4 м, камери дерев'яні.

## Історія
До 1703, Північна Двіна була головною водною артерією, що сполучає Росію і Європу, Архангельськ був головним московським портом, що використовувався для зовнішньої торгівлі. У 1703, було засновано Санкт-Петербург, і Петро І випустив ряд наказів, що обмежував значення Архангельська як морського порту, намагаючись переорієнтувати зовнішню торгівлю до Балтійського моря. Архангельськ був повністю відновлений як морський порт у 1762, і отже водне сполучення між сточищем Північної Двіни і центральною Росією були конче потрібне. У 1798 були розпочаті дослідження кращого маршруту для каналу, що сполучає Шексну і озеро Кубенське
На початку XIX століття, було вирішено що Північно-Катеринський канал є перспективнішим, і проект було відкладено. Проте, Північно-Катеринський канал виявився неефективним з ряду причин і було остаточно закрито у 1838. Але, Наполеонівські війни блокували доступ Росії до Європи через Балтійське море, і Архангельськ на певний час знову став найголовнішим зовнішнім торговим портом, з суднобудуванням як провідною місцевою промисловістю. У 1823 маршрут для каналу розглядався вдруге, і будівництво було розпочато у 1824. Канал було відкрито у 1828 під назвою канал Олександра Вюртемберзького, на честь російського міністра перевезень у 1822—1833, князя Олександра Вюртемберзького
Згодом, виконувалися ремонтні роботи. У 1834 була побудована гребля на Сухоні, щоб стабілізувати рівень води в озері Кубенське. У 1884 відбулася реконструкція каналу (чотири шлюзи було демонтовано) було збільшено максимальний розмір суден, які змогли користуватися каналом. Нарешті, ще одна реконструкція виконувалася між 1916 і 1921. Після реконструкції назва каналу була змінена, щоб уникати будь-якої згадки царської родини